# Aberration chromatique
Pour les articles homonymes, voir Aberration.
Une aberration chromatique est une aberration optique qui produit différentes mises au point en fonction de la longueur d'onde. On observe alors une image floue et aux contours irisés. Elle résulte de la décomposition de la lumière blanche en plusieurs bandes de couleurs.

## Historique
Les aberrations chromatiques ont été constatées dès les premières lunettes astronomiques et considérées comme gênantes. Isaac Newton, qui crée son propre télescope pourvu d'un miroir et donc dépourvu d'aberrations de ce type, clame, dans un premier temps, l'impossibilité physique de la correction de ces dernières. Leonhard Euler postule, pour contrer cette affirmation, le caractère sans aberrations chromatiques de l'œil humain, postulat dont le caractère erroné ne sera démontré que plus tard.
La primauté de la fabrication des premières lunettes corrigeant ces aberrations revient à Chester Moore Hall, barrister et opticien amateur, qui réalise le premier prototype dès 1733,. Il utilise pour cela des verres spéciaux, contenant du plomb, et dénomme son prototype Flint-glass.
Mais Hall préfère garder le secret sur son invention et fait fabriquer les deux lentilles nécessaires, une en verre flint et une en verre crown par deux opticiens différents, Edward Scarlett et James Mann,,. Par un singulier hasard, ces opticiens sous-traitent le travail au même fabricant George Bass (en). Bass comprend l'intérêt de cette technique, mais lui non plus ne prend pas de brevet sur l'invention. Vers la fin des années 1750, il en révèle l'existence à John Dollond. Celui-ci devine le potentiel de ces lentilles et parvient à les reproduire puis à les breveter en 1758, ce qui lui vaut des différends avec d'autres opticiens sur les droits de fabrication et de commercialisation. On peut au moins considérer que Dollond a popularisé les lentilles achromatiques plutôt qu'il ne les a inventées. Par la suite, c'est son fils, Peter Dollond, qui invente les triplets apochromatiques.
En France, Jean le Rond D'Alembert et Alexis Claude Clairaut vont en théoriser l'optique, travaillant sur la superposition de lentilles de géométrie et d'indice différents.

## Mise en évidence pratique

### Observation
Le phénomène est mis aisément en évidence avec un verre à forte correction :
|  |  |

### Conséquence en photographie
En photographie, la conséquence est la dégradation de la qualité de l'image, du moins lorsque l'effet « artistique » (voir Lomographie) n'est pas recherché. Dans l'exemple ci-dessous, le phénomène a volontairement été amplifié en ajoutant un objectif grand angulaire sur le même appareil-photo avant la deuxième prise de vue. On observe notamment une frange bleue sur le côté droit du toit du bâtiment :

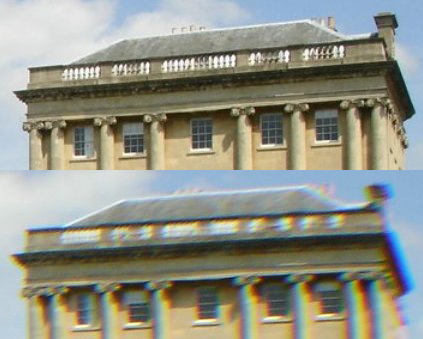
Comparaison : même sujet, avec aberration chromatique sur la photo prise avec un objectif grand angulaire.

## Explication physique

### Cause de l'aberration chromatique

Principe de l'aberration chromatique : l'indice de réfraction augmente quand la longueur d'onde diminue.

Elle est généralement due à la variation de l'indice de réfraction du matériau composant les lentilles en fonction de la longueur d'onde de la lumière qui les traverse. On parle de dispersion du verre. Il en résulte que la distance focale dépend de la longueur d'onde, de sorte que la mise au point ne peut être effectuée simultanément pour toutes les couleurs du spectre. Si, par exemple, la mise au point est effectuée pour le rouge, le bleu est alors flou : l'image d'un objet blanc présente alors sur ses bords une irisation bleutée.
L'aberration chromatique peut être à la fois longitudinale, lorsque les couleurs sont focalisées à des distances différentes ; et transversale ou latérale, lorsque les couleurs sont focalisées à différentes positions dans le plan focal (car le grandissement d'une lentille varie également avec la longueur d'onde).

### Théorie
Il est possible d'exprimer la focale d'une lentille en fonction de ses paramètres géométriques et de son indice. Ainsi nous avons :
{\displaystyle {\dfrac {1}{f'}}={\dfrac {n_{2}-n_{1}}{n_{1}}}\left({\dfrac {1}{R_{2}}}-{\dfrac {1}{R_{1}}}\right)} pour une lentille mince avec :
n1 indice du milieu, n2 indice du verre, R1 et R2, rayons de courbure de la lentille
Comme l'indice d'un verre est dépendant de la longueur d'onde :
{\displaystyle {\dfrac {1}{f'(\lambda )}}={\dfrac {n_{2}(\lambda )-n_{1}(\lambda )}{n_{1}(\lambda )}}\left({\dfrac {1}{R_{2}}}-{\dfrac {1}{R_{1}}}\right)}
On n'aura donc pas une seule distance focale, mais une focale différente pour chaque longueur d'onde de fonctionnement du système optique. Comme les indices de verres augmentent au fur et à mesure que l'on va vers les longueurs d'onde courtes, si le milieu est un gaz ou le vide, la variation d'indice sera très faible pour n1 par rapport à n2. De ce fait, les longueurs d'onde courtes seront focalisées plus près sur l'axe optique que les grandes longueurs d'onde. Cette caractéristique des verres permet de les séparer en deux catégories, verres peu dispersifs et verres très dispersifs. Un verre dispersif aura ainsi tendance à séparer beaucoup plus les points focaux bleus et rouges qu'un verre peu dispersif. En optique, on utilisera le paramètre de constringence pour caractériser la dispersivité d'un verre.
Identiquement, le grandissement est aussi dépendant de la longueur d'onde puisque :
{\displaystyle {\dfrac {1}{f'(\lambda )}}={\dfrac {1}{\overline {OA'}}}-{\dfrac {1}{\overline {OA}}}}
{\displaystyle {\dfrac {1}{f'(\lambda )}}={\dfrac {1}{\overline {OA'}}}\left(1-{\dfrac {\overline {OA'}}{\overline {OA}}}\right)={\dfrac {1}{\overline {OA'}}}(1-\gamma )}
{\displaystyle \gamma (\lambda )=1-{\dfrac {\overline {OA'}}{f'(\lambda )}}}
Ce qui implique que la focale est proportionnelle à la longueur d'onde (f'ROUGE > f'BLEU) et le grandissement est inversement proportionnel à la longueur d'onde (γROUGE < γBLEU). Ceci sépare donc les aberrations chromatiques en deux catégories, le chromatisme axial et le chromatisme latéral.

### Chromatisme longitudinal

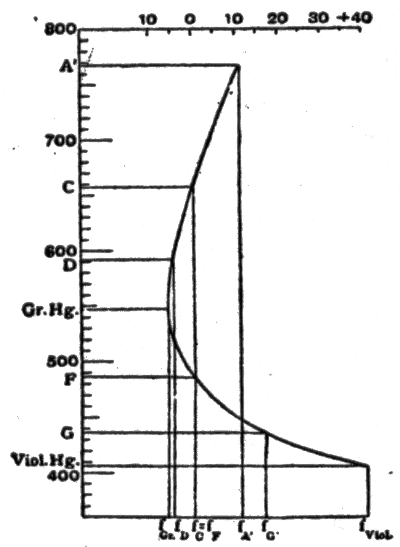
Profil de la position du meilleur foyer en fonction de la longueur d'onde

### Cas particulier de l'œil
L'œil peut également présenter des aberrations chromatiques qui sont détectées chez l'ophtalmologiste par un test de vision avec plusieurs filtres colorés. Pour vérifier la correction de l'acuité visuelle, on demande au patient d'observer des images filtrées en vert ou en rouge et de citer celle qui lui paraît la plus nette. Si la correction est bonne, la cornée, le cristallin et le verre prescrit focaliseront les longueurs d'onde verte et rouge juste devant et derrière la rétine, avec la même netteté. Si le verre correcteur est trop ou pas assez divergent, alors une couleur sera focalisée sur la rétine, mais l'autre couleur sera nettement plus floue.

## Réduction de l'aberration chromatique

### Par les moyens optiques

Doublet achromatique ou achromat.

En photographie, microscopie optique et en astronomie, l'aberration chromatique est réduite de différentes manières :
- ajout d'un filtre laissant passer une bande spectrale étroite ;
- utilisation préférentielle de miroirs (télescope) qui ne présentent pas d'aberration chromatique (mais une aberration de sphéricité ou des aberrations de champ) ;
- utilisation de verre optique de haute qualité, notamment celui contenant de la fluorine, afin de réduire cette dispersion chromatique ;
- utilisation d'un montage de lentilles en doublet, l'achromat[8] ;
- utilisation d'un objectif apochromatique, voire superachromate en combinant plus de deux lentilles de différentes compositions.

Profil de défocalisation due au chromatisme pour différents systèmes optiques. Le système est d'autant meilleur que l'écart au 0 est faible.

Lors de la prise de vue d'une photographie, la diminution de l'ouverture permet de limiter l'aberration chromatique longitudinale. En revanche, elle est sans effet sur l'aberration chromatique latérale qui doit, si nécessaire, être corrigée par d'autres moyens.

#### Chromatisme et conception optique
Du point de vue de la conception optique, le chromatisme peut être « replié » en augmentant le nombre de dioptres . Le « repliement » de chromatisme désigne une annulation des aberrations chromatiques pour plusieurs longueurs d'onde.
- Une lentille simple permet une seule annulation du chromatisme
- Un doublet peut permettre deux annulations d'aberration chromatique. On parle de doublet achromatique.
- Un triplet peut permettre trois annulations d'aberration chromatique. On parle de triplet apochromatique.
- Enfin il existe un montage permettant quatre annulations d'aberration : le superachromate.

### En photographie numérique

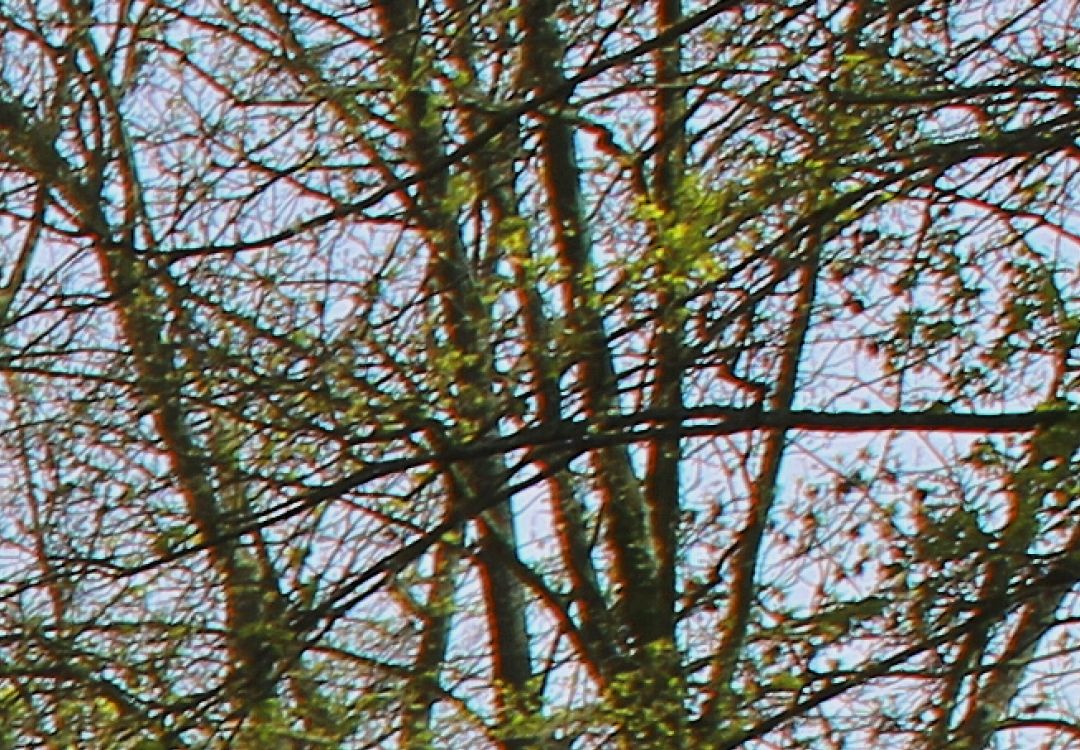
Aberration chromatique latérale sur un zoom Canon EF-S 15-85 mm (bord de l'image à 200 %. Cliquer sur l'image pour agrandir.)

Déjà très présente à l'ère de la photo analogique (argentique) classique, la correction de l'aberration chromatique reste un sujet de préoccupation majeure avec l'avènement des technologies et médias numériques. Ceci est dû à la mise à disposition de nouveaux outils et dispositifs, matériels et logiciels, qui permettent d'examiner en détail - et corriger - rapidement les images lors de la prise de vue ou après. Les grands écrans de visualisation et la possibilité d'agrandissement en quelques clics révèlent aussi facilement les éventuels défauts à traiter.

#### Correction en post-traitement
Après la prise de vue, il est possible de réduire ce type d'aberration avec certains logiciels de traitement d'image, aussi bien à partir d'image au format JPEG que  d'images au format natif RAW, même si ce dernier est préférable :

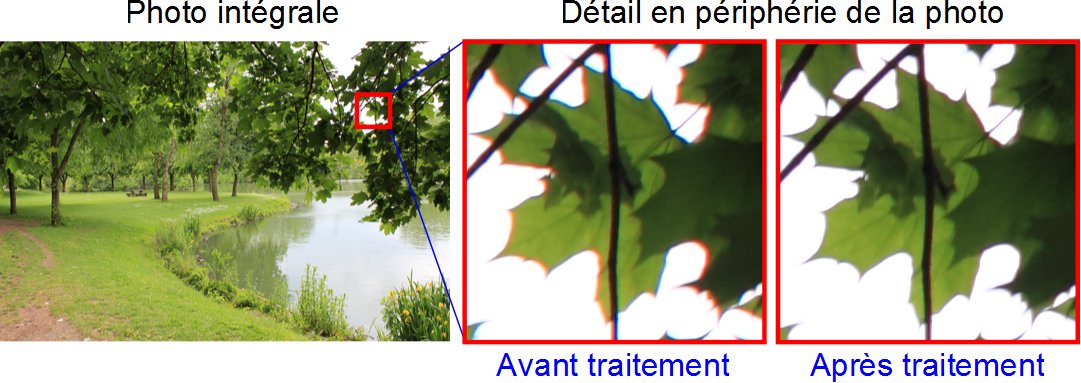
Effet d'un traitement après prise de vue.